# Trimeresurus insularis
Trimeresurus albolabris insularis là một loài rắn trong họ Rắn lục. Loài này được Kramer mô tả khoa học đầu tiên năm 1977.

## Hình ảnh

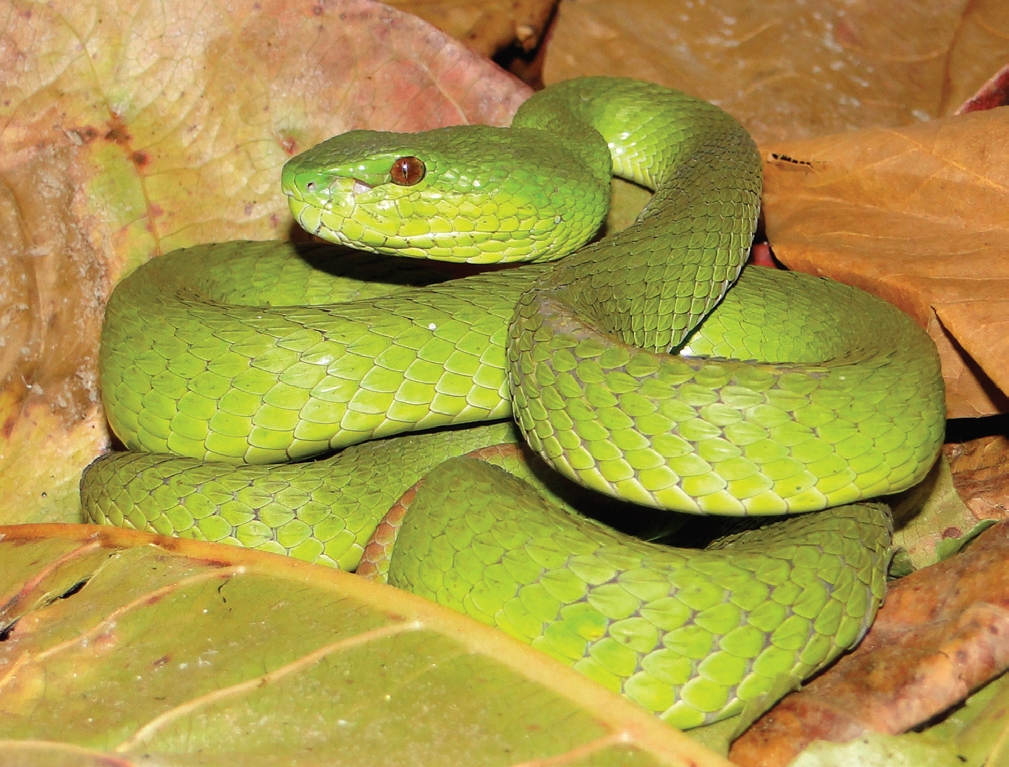